# EN207-1
A EN207-1 é uma estrada nacional que integra a rede nacional de estradas de Portugal. Liga Vizela a Regilde, ligando a N 106 e a N 101-3.